# KZ-Außenlager Brünnlitz
Das KZ-Außenlager Brünnlitz bestand vom 21. Oktober 1944 bis zum 8. Mai 1945 in Brünnlitz, Bezirk Zwittau (heute: Okres Svitavy, Tschechien). Es war als Außenlager dem KZ Groß-Rosen in Niederschlesien (heute: Polen) untergeordnet. Der breiten Öffentlichkeit wurde es 1993 bekannt, durch den Film Schindlers Liste.

## Vorgeschichte
Oskar Schindler hatte in den Jahren 1939 bis 1944 eine Emaille- und Munitionsfabrik bei Krakau, in der er für die Wehrmacht Küchengeschirr aus Blech und später auch Granatenhülsen anfertigen ließ. Sein dortiger Rüstungsbetrieb war 1944 dem KZ Plaszow (Plaschau) als sogenanntes KZ-Außenkommando untergeordnet worden. Aufgrund des Vormarsches der Roten Armee begann im Herbst 1944 die Räumung und Schließung des KZ Plaszow und seiner Außenkommandos. Die SS deportierte den Großteil dieser jüdischen Zwangsarbeiter, über 20.000, in das Vernichtungslager Auschwitz.
Schindler stand vor der Entscheidung, mit seinem Millionengewinn aus Rüstungsgeschäften das Land zu verlassen und seine jüdischen Arbeiter dem sicheren Tod zu überlassen, oder unter höchstem Aufwand zu versuchen, ihr Leben zu retten.
Durch sein hohes Ansehen bei der SS, durch Verhandlungen, Bestechungsgelder, Geschenke, durch List und Täuschungsmanöver war ihm und seiner Frau Emilie Schindler gelungen, unter anderem beim Oberkommando der Wehrmacht die Erlaubnis für den Aufbau einer neuen Rüstungsfabrik zu erhalten. Die SS bewilligte ihm 800 Männer und 300 Frauen als Zwangsarbeiter für seine neue Fabrik. Schindler begann daraufhin mit seinen engsten jüdischen Vertrauten die lebensrettende Liste zu erstellen.

## KZ-Außenlager Brünnlitz

### Wahl des Standortes
Das Ehepaar Schindler kaufte in Brünnlitz im Bezirk Zwittau, der Heimat Schindlers, die ehemalige Textilfabrik Löw-Beer als Basis für die neue Produktionsstätte. Sein neuer Rüstungsbetrieb lag nun nicht mehr im Generalgouvernement, sondern im Großdeutschen Reich, wo Preise und Anschaffungskosten höher waren.
Schindler stand mit seinem Brünnlitzer Rüstungsbetrieb unter Kontrolle des KZ Groß-Rosen bei Breslau, jedoch lag Brünnlitz räumlich weit entfernt vom KZ Groß-Rosen. Auch andere KZ, beispielsweise das KZ Flossenbürg, KZ Theresienstadt oder KZ Mauthausen, lagen in weiter Distanz. Dies stellte einen gewissen Sicherheitsaspekt für Schindler dar, da er beispielsweise unangekündigte, spontane Kontrollbesuche durch Mitarbeiter der Inspektion der Konzentrationslager weniger zu befürchten hatte.

### Lager

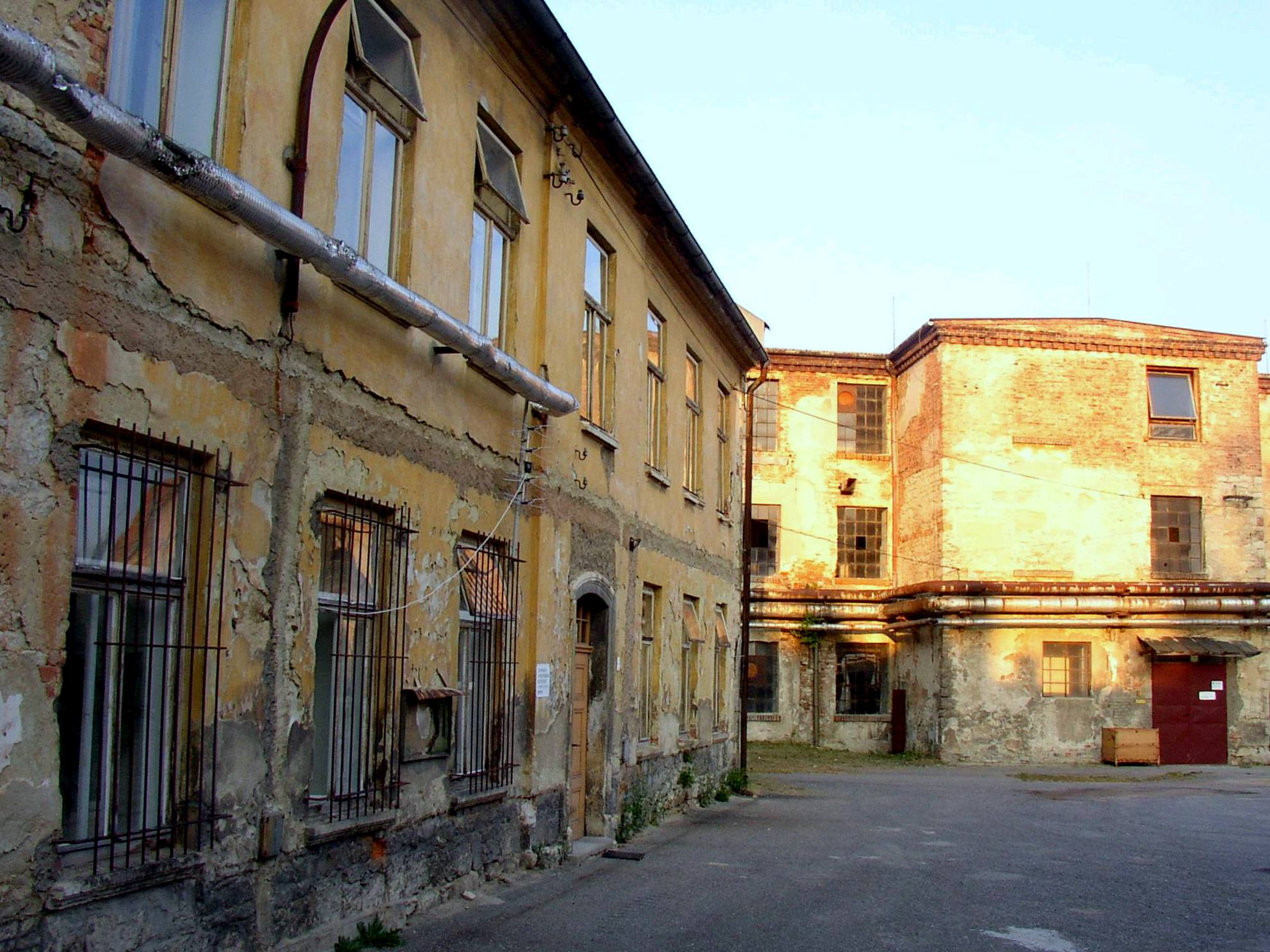
Schindlers Fabrik (Foto aus dem Jahr 2004)

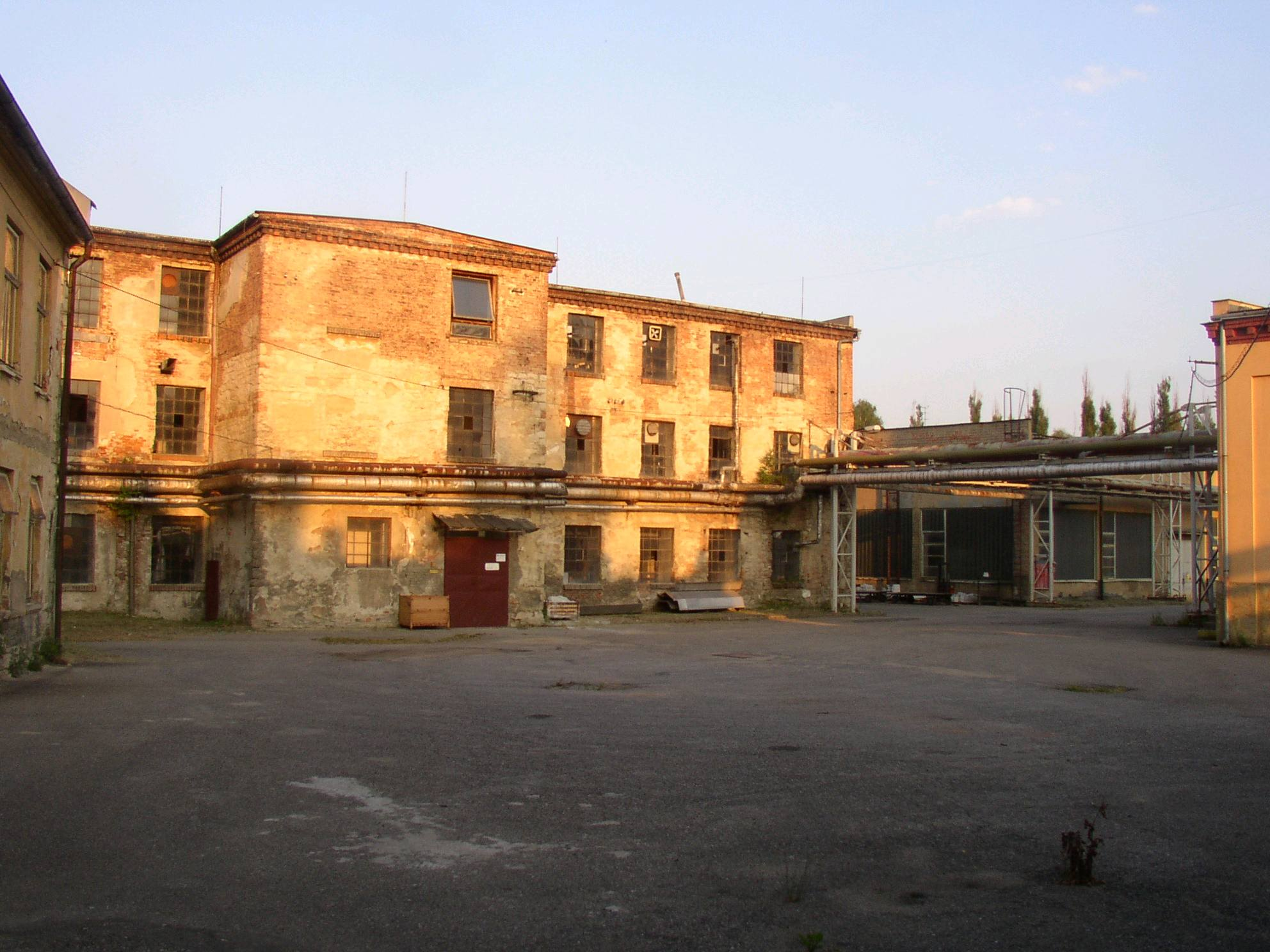
Schindlers Fabrik (2004)

Die Übersiedlung der 1200 Zwangsarbeiter begann im Oktober 1944, als sich das KZ Plaszow im Räumungsprozess befand.
Die verwaltungstechnische Aufsicht über Schindlers Außenlager hatte der KZ-Kommandant Johannes Hassebroek aus Groß-Rosen. Vor Ort war eine Gruppe von KZ-Wachen, die das Lager kontrollierte, unter Leitung von SS-Obersturmführer Josef Leipold.
Die Lebensmittelknappheit im Lager wurde verstärkt durch die näherrückende Front und den beginnenden Winter. Auch Medikamente waren schwer zu beschaffen.
Im Januar 1945 trafen Viehwagen mit etwa 80 KZ-Häftlingen ein. Der Transport war im KZ-Außenlager Golleschau gestartet, das geräumt wurde. Emilie und Oskar Schindler überlisteten die SS mit der Behauptung die Häftlinge als neue Arbeitskräfte angefordert zu haben. Die Häftlinge waren in schlechtem gesundheitlichen Zustand und benötigten medizinische Hilfe, dreizehn waren aufgrund der bitteren Kälte bereits erfroren. Schindler verhandelte mit dem SS-Lagerkommandanten, um die Leichen der Erfrorenen nach jüdischem Ritus begraben zu können, statt sie zu verbrennen. Für die Grabstätten kaufte er ein Stück Land.
Bereits Ende Januar 1945 war die SS gezwungen das KZ Groß-Rosen zu räumen. Einige Tage später nahm die Rote Armee es ein. Schindler hatte zu befürchten, dass für sein Außenlager die Ermordung der KZ-Häftlinge oder ein Räumungsbefehl bevorstand, der beschwerliche Märsche zu Sammel- und Durchgangslagern bedeutet hätte. Jedoch wurde das Heranrücken der Ostfront zunächst verzögert durch die Wehrmacht, und Anfang Mai 1945 auch durch den Prager Aufstand.
Während es in anderen Außenlagern zu Todesmärschen und Hinrichtungen gekommen war, verlief das Ende des Lagers Brünnlitz ohne Tote. Als im Radio das Kriegsende bekanntgegeben wurde, forderte Schindler die SS erfolgreich auf, das Lager gewaltlos zu verlassen. Am 8. Mai 1945 verließ er das Lager und floh vor der Roten Armee. Seine Arbeiter hatten ihm ein Schreiben ausgestellt, das ihm als Schutzbrief belegen sollte, wie viel er für die Juden getan hatte. Ebenso erhielt er einen goldenen Ring als Geste des Dankes.
Schindler gab später an, über 2,6 Millionen Reichsmark für die Rettung seiner Arbeiter in Brünnlitz und Krakau investiert zu haben. Nach Kriegsende kam der Verlust beider Betriebe in Millionenhöhe hinzu. Die Historikerin Erika Rosenberg schätzt Schindlers Gesamtaufwand zur Rettung der Juden auf eine heutige Kaufkraft von umgerechnet 26 Millionen Euro.

## Gedenken

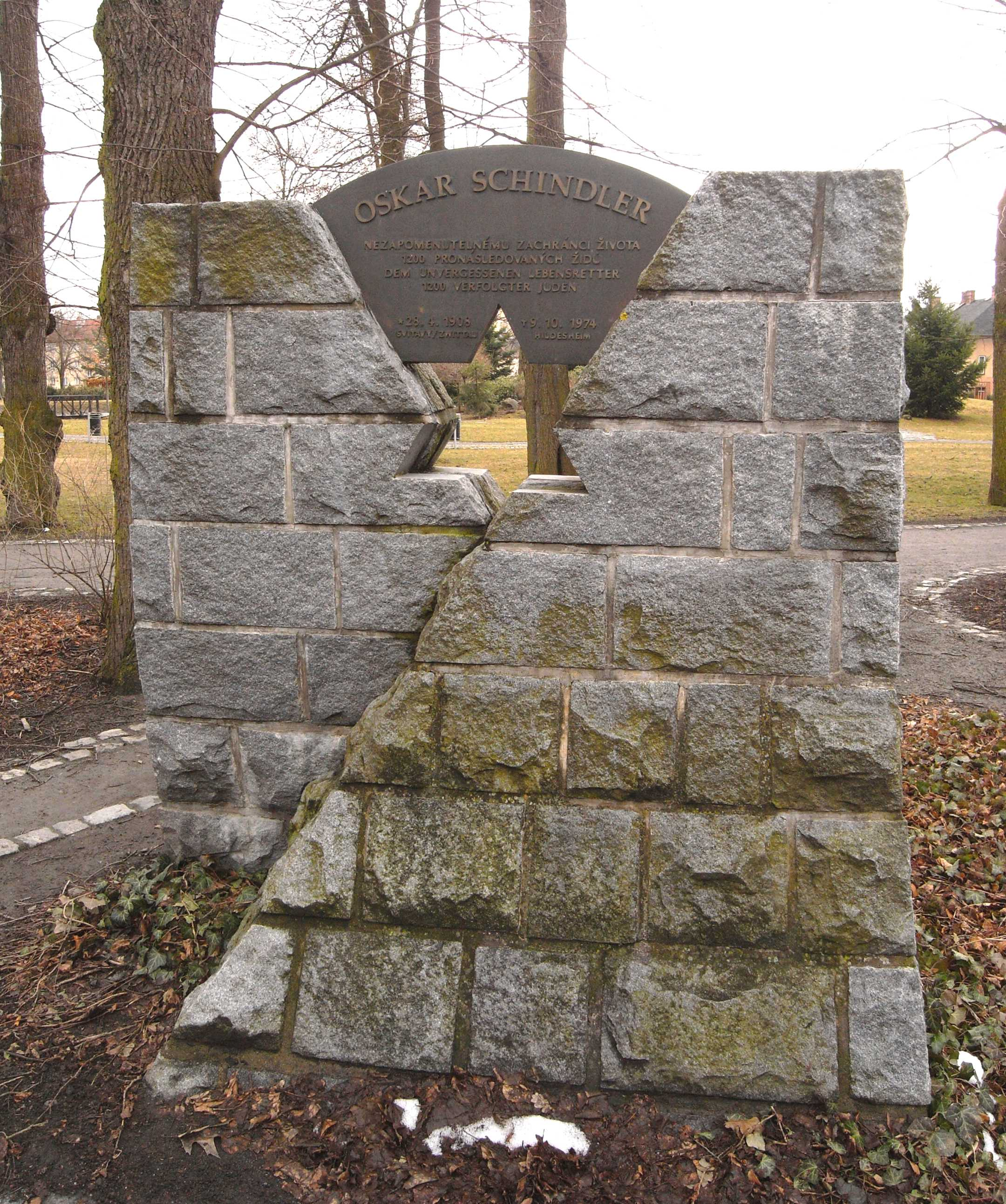
Gedenkstein in der Nähe des Geburtshauses

Beim Geburtshaus Oskar Schindlers errichteten tschechische Bürger 1994, nach dem weltweiten Erfolg des Spielfilms Schindlers Liste, einen Gedenkstein für Schindler. Es gab zeitweise Pläne, in der Brünnlitzer Fabrik ein Schindler-Museum zu errichten. Zwischen 2003 und 2010 wechselte das Fabrikgebäude des ehemaligen KZ-Außenlagers jedoch mehrmals den Besitzer.
Die Juden, die in Schindlers Fabrik in Brünnlitz starben (samt der Juden vom Golleschau-Transport), wurden in ein Massengrab hinter dem Friedhof in Deutsch Bielau geworfen. Im Jahr 1946 wurden die Opfer exhumiert und auf dem Friedhof unter einem kleinen Denkmal beigesetzt. 1995 wurde die Grabstätte erneuert und an der Friedhofsmauer eine Gedenktafel für die jüdischen Opfer des Zweiten Weltkrieges angebracht.

## Medien

### Film
- Schindlers Liste, 1993, ausgezeichnet mit sieben Oscars, Regisseur Steven Spielberg

### Internet
- Ausführliche Artikel zum KZ-Außenlager Brünnlitz auf: mietek-pemper.de,
- Fotos von damals, auf muzeum.svitavy.cz
- Artikel auf YadVashem.org
- Massengrab von 42 Juden aus dem KZ Brünnlitz Friedhof in Bělá nad Svitavou.